# Rudolf Kreitlein
Rudolf Kreitlein (Fürth, 14 de noviembre de 1919 - Stuttgart, 31 de julio de 2012) fue un árbitro de fútbol internacional alemán, activo en la década de los años 60s. Famoso por el polémico partido de las Copa del Mundo de 1966 entre Inglaterra y Argentina cuando expulsó al capital Antonio Rattin por decir que lo había insultado. Rattin no hablaba alemán y el árbitro Kreitlein no hablaba español. Fue catalogado en su momento este partido manipulado para que ganará el equipo inglés.

## Carrera
Kreitlein comenzó su carrera de árbitro a los 17 años, y pronto se trasladó a los Estados Unidos para entrenar árbitros. Volvería a Alemania, donde se convirtió en futbolista profesional. De todas maneras, una lesión en la rodilla acabó con esa aspiración para concentrarse en ser árbitro profesional. El ascenso de Kreitlein a la prominencia dentro del juego europeo era evidente antes de la Copa del Mundo. Fue elegido como uno de los representantes alemanes del Campeonato de la UEFA juvenil de 1963 celebrado en Inglaterra, arbitrando el Inglaterra-Irlanda del Norte en Wembley (sus linieres fueron el húngaro István Zsolt y el belga Mark Raemaekers).
Kreitlein fue árbitro en la Bundesliga desde su inauguración en 1963 pero solo arbitró 36 partidos en la liga doméstica. En mayo de 1966, fue el encargado de pitar la final de la final de la Copa de Europa entre el Real Madrid y el Partizan de Belgrado en Bruselas.

### Inglaterra - Argentina, Mundial de 1966
Kreitlein es quizás conocido por haber arbitrado los cuartos de final de la Copa Mundial de Fútbol de 1966 entre Inglaterra y Argentina en el que expulsó a Antonio Rattín en el minuto 35 por doble amonestación. Rattín en principio rechazó dejar el terreno de juego, hablando furiosamente contra Kreitlein (a pesar de que ninguno de los dos hombres entendía el idioma del otro). El partido estuvo detenido varios minutos hasta que Rattín finalmente abondonó el campo. También fue durante ese juego que Jack Charlton fue advertido y que solo lo descubrió al día siguiente cuando vio la crónica en el periódico. Como resultado de esta incidente, Kreitlein y Ken Aston desarrollaron la idea de las tarjetas rojas y amarillas para comunicarse en el campo. Kreitlein se retiró del arbitraje profesional en 1967.

## Mundial de Fútbol de 1966 y la invención de la tarjeta amarilla y roja
El punto culminante de la carrera de Kreitlein fue su nominación por la FIFA para la Copa del Mundo de 1966 en Inglaterra. Arbitró dos juegos en ese torneo de la Copa del Mundo: primero en el 
grupo 4 entre la Unión Soviética e Italia y luego en los cuartos de final entre los anfitriones Inglaterra y Argentina. Las leyendas del árbitro europeo Gottfried Dienst e István Zsolt ayudaron a Kreitlein como abanderados en los cuartos de final. Dienst luego arbitró la final entre Inglaterra y Alemania .
El partido ya era agresivo en los primeros compases, por lo que Kreitlein ya había advertido a tres argentinos y dos ingleses cuando expulsó al capitán argentino Antonio Rattín en el minuto 35. Corrió tras él y le gritó. Kreitlein lo tomó como un insulto, a pesar de que no entendía español. “El árbitro alemán dijo después que leyó eso de la expresión facial.” [3] Rattín, que no hablaba ni alemán ni inglés, solo pidió un intérprete [3].y se negó a abandonar el campo. Policías ingleses tuvieron que sacar del campo al gigante Rattín. Después del juego, Kreitlein, que medía solo 1,68 metros de altura, recibió el apodo cariñosamente burlón de "pequeño sastre valiente".
Después del partido, el gerente de árbitros británico, Ken Aston, se dirigía al hotel cuando tuvo que detenerse en un semáforo. Tenía la idea de que las tarjetas roja y amarilla podían ser un medio internacional de entendimiento en el fútbol y lo discutió con Kreitlein al día siguiente. Presentó la propuesta a la FIFA, que la aceptó y la implementó en 1970 para el Mundial de México.
Kreitlein estaba programado para arbitrar la final de la Copa del Mundo de 1966, pero no se le permitió oficiar porque uno de los finalistas era Alemania.

## Vida personal
Kreitlein trabajó como sastre. Estuvo casado pero no tuvo hijos. Su mujer murió en 2008.